# Budíkov (Všelibice)
Budíkov (německy Budikau) je malá vesnice, část obce Všelibice v okrese Liberec. Nachází se asi dva kilometry severně od Všelibic. Budíkov leží v katastrálním území Všelibice o výměře 6,03 km².

## Historie
První písemná zmínka o vesnici pochází z roku 1497.
Ke zdejším obyvatelům patří také Ondřej Rybář, do března 2018 šéftrenér biatlonové reprezentace České republiky.